# Вестерговен
Вестерговен (нід. Westerhoven) — село в нідерландській провінції Північний Брабант. Входить до муніципалітету Бергейк.
До 1997 року мало статус окремого муніципалітету.